# لي شياو شيا
لي شياو شيا (بالصينية: 李曉霞؛ المولودة 16 يناير 1988) هي لاعبة كرة طاولة (دولية سابقًا) من الصين. فازت لي شياو شيا بالميدالية الذهبية في الألعاب الأولمبية الصيفية 2012 وبالميدالية الفضية في الألعاب الأولمبية الصيفية 2016.
أعلنت اعتزالها الدولي نهاية أغسطس 2016.

## الإنجازات
فردي
- الألعاب الأولمبية: البطلة (2012)؛ الوصيفة (2016)
- بطولة العالم: البطلة (2013)؛ الوصيفة (2007، 2011)؛ نصف النهائي (2009، 2015)
- كأس العالم: البطلة (2008)؛ الوصيفة (2011، 2014)؛ المركز الثالث (2009)

ثنائي السيدات
- بطولة العالم: البطلة (2009، 11)؛ الوصيفة (2007، 2015)

الفريق
- الألعاب الأولمبية: البطلة (2012، 2016)
- بطولة العالم: البطلة (2006، 08، 2012)؛ الوصيفة (2010)
- كأس العالم للفرق: المركز الأول (2007، 2009، 2010، 2011)

## روابط خارجية
- لي شياو شيا على موقع منظمة تنس الطاولة العالمي (الإنجليزية)
- لي شياو شيا على موقع اللجنة الأولمبية الدولية (الإنجليزية)
- لي شياو شيا على موقع أوليمبيديا (الإنجليزية)
- لي شياو شيا على موقع اللجنة الأولمبية الصينية (الإنجليزية)